# Французька система одиниць
У Франції, перед введенням десяткової метричної системи в 1799 році, існувала добре визначена стара система. В неї були також деякі місцеві варіанти. Наприклад, льє міг варіюватись від 3,268 км в Б'юсі до 5,849 км в Провансі. Між 1812 та 1839 роками більшість традиційних одиниць вимірювання продовжували вживатись в метрифікованих адаптаціях Mesures usuelles.

## Історія
У 1795 році у Франції було понад сімсот різних одиниць вимірювання. Багато з них були просто запозичені з морфології людини. Їхні назви часто стосувалися частин тіла: палець, кисть, нога, лікоть, крок, сажень або туаз, чия латинська назва tensa що означала відстань вздовж витягнутих рук людини. Ці одиниці вимірювання не були фіксованими: вони відрізнялись в залежності від міста, заняття, а також залежно від типу об’єкта вимірювання. Площа підлоги вимірювалася, наприклад, у квадратних футах, а площа килима — у квадратних ячейках (ells).
16 лютого 1791 року за пропозицією шевальє Дж. К. де Борда — винахідника маятника та "повторюваного кола Борда" — була створена комісія для введення єдиної системи вимірювання.  Комісія, до складу якої входили Борд, Кондорсе, Лаплас, Лагранж та Монж, стояла перед вибором між трьома можливими відсиланнями: довжина простого маятника, який коливається з частотою одна секунда на широті 45°; довжина однієї чверті екватора; чи відстань від Північного полюса до екватора, чверть меридіана.

## Одиниці відстані
Стародавні французькі одиниці вимірювання довжини до 1795 року
- Льє суспільний (commune)
- Льє морський (marine)
- Льє поштовий (de post)
- Льє метричний
- Арпан
- Перш
- П'є
- Пус
- Лінь (лінія)